# 塞古諾 (加利福尼亞州)
塞古羅（英語：Seguro）是位於美國加利福尼亞州克恩縣的一個非建制地區。該地的面積和人口皆未知。

## 地理
塞古羅的座標為35°25′07″N 119°01′16″W / 35.41861°N 119.02111°W，而該地的平均海拔高度為142米（即466英尺）。